# Берёзово (Чукотский автономный округ)
Берёзово — заброшенное село в Анадырском районе Чукотского автономного округа России.

## Географическое положение
Расположено примерно в 270 км юго-западней Анадыря, в верховьях реки Великая. Расстояние до ближайшего населённого пункта с. Ваеги составляет 120 км.

## История
Село Берёзово было основано в начале 1930-х гг. кочевыми чукчами. В 1940 году из трёх оленеводческих хозяйств здесь была образована центральная усадьба колхоза «Полярная звезда».
Было построено около двух десятков домов, действовала школа и магазин. Численность населения доходила до 200 человек.
В марте 1949 года недовольные коллективизацией и тяжёлыми условиями существования местные колхозники подняли бунт, названный впоследствии «Берёзовским восстанием». Устроив перестрелку и захватив часть стада, мятежники в количестве ок. 100 человек ушли на 200 км вглубь тундры, где 15 апреля были настигнуты и арестованы сотрудниками МГБ. .
В 1951 году в результате проведения политики укрупнения населённых пунктов Чукотки оставшихся жителей Берёзова принудительно переселили в Ваеги, Хатырку и Марково.
Примерно в это же время в Берёзове была организована метеостанция, сотрудники которой вели подсобное хозяйство, в том числе овощеводство в открытом грунте. Для обеспечения транспортных нужд на станции имелся небольшой табун лошадей, впоследствии была устроена вертолётная площадка. В 1994 году метеостанция была законсервирована, до 2001 года охранялась сторожем.

## Современное состояние
В настоящий момент практически все дома в селе разрушены. Оставшиеся строения метеостанции иногда используется как перевалочная база оленеводов.